# Charlotte Geer
Charlotte Mosher "Carlie" Geer, ameriška veslačica, * 13. november 1957, Greenwich, Connecticut.

## Olimpijske igre
Geerova se je s sestro kvalificirala že za nastop na poletnih olimpijskih igrah 1980, vendar zaradi ameriškega bojkota teh iger, v Moskvi nista nastopili. Ameriška vlada jima je nenastopanje kasneje kompenzirala tako, da jima je podelila zlato medaljo ameriškega kongresa. Za ZDA je Carlie nato nastopila na naslednjih Olimpijskih igrah v Los Angelesu, kjer je v enojcu osvojila srebrno medaljo.

## Družina olimpijcev
Carlijina sestra, Julia "Judy" Geer, je za ZDA nastopila na Olimpijskih igrah 1976 in 1984, njen svak, Richard "Dick" Dreissigacker, pa je kot veslač nastopil na Olimpijadi v Műnchnu. Tudi njeni nečakinji, Hannah in Emily sta nastopili na Olimpijskih igrah, in sicer v biatlonu na zimskih olimpijskih igrah 2014 in 2018.